# Benzoylharnstoffe

Strukturformel von Diflubenzuron

Die Benzoylharnstoffe sind eine Gruppe von Insektiziden, die als Chitininhibitor wirken. Sie inhibieren die Chitin-Biosynthese, sodass die Schädlinge keine neue Cuticula mehr ausbilden können und mit der nächsten regulären Häutung absterben. Der Zeitverzug dabei begrenzt ihre Einsatzmöglichkeiten.
Bei Imagines setzen Benzoylharnstoffe lediglich die mechanische Stabilität der Cuticula herab. Im Gegensatz zu Phosphorsäureestern und Carbamaten sind sie nicht neurotoxisch.
Benzoylharnstoffe wirken vornehmlich gegen Lepidopteren. Zu ihnen gehören:
- Chlorfluazuron
- Diflubenzuron
- Flucycloxuron
- Flufenoxuron
- Hexaflumuron
- Lufenuron
- Novaluron
- Noviflumuron
- Teflubenzuron
- Triflumuron